# 엔젤 페이스 (1953년 영화)
엔젤 페이스(Angel Face)는 미국에서 제작된 오토 프레밍거 감독의 1953년 드라마, 범죄 영화이다. 로버트 미첨 등이 주연으로 출연하였고 오토 프레밍거 등이 제작에 참여하였다.

## 출연

### 주연
- 로버트 미첨
- 진 시몬즈

### 조연
- 모나 프리먼
- 허버트 마샬
- 레온 아메스
- 바바라 오닐

## 제작진
- 미술: 캐롤 클락
- 미술: 알버트 S. 다고스티노
- 의상: 마이클 울프